# 徳山村立徳山小学校
徳山村立徳山小学校 （とくやまそんりつ　とくやましょうがっこう）は、かつて岐阜県揖斐郡徳山村徳山に存在した公立小学校。

## 概要
- 本校は徳山（通称：本郷）に存在し、徳山村の中心地から離れた5つの集落（塚・戸入・山手・櫨原・門入）に分校が設置されていた。
- 徳山村は徳山ダムの建設により、門入地区以外の地域がダム湖に水没することとなったため、集団離村[注釈 3]。それに伴い廃校となった。
- 校舎（鉄筋コンクリート造）は解体されずに、そのまま湖底に沈んでいる。また、かつての校舎の姿は1983年公開の映画ふるさとで確認できる。

## 沿革
- 1873年（明治6年） - 徳山村に伝芳舎が開校する。
- 1881年（明治14年） - 伝芳舎と支校（幽香舎、文炳舎、門入舎）が統合され、徳山学校になる。塚分教場、櫨原分教場、戸入分教場、門入分教場を設置する。
- 1886年（明治19年） - 徳山簡易科小学校に改称する。
- 1889年（明治22年）7月1日 - 徳山村、山手村、櫨原村、塚村、開田村、戸入村、門入村が合併し、徳山村が発足。
- 1901年（明治34年） - 徳山尋常小学校に改称する。
- 1917年（大正6年） - 山手分教場を設置。
- 1919年（大正8年） - 徳山尋常高等小学校に改称する。
- 1941年（昭和16年）4月1日 - 徳山国民学校に改称する。
- 1947年（昭和22年）4月1日 - 徳山村立徳山小学校に改称する。徳山村立徳山中学校との併設校。
- 1954年（昭和29年）5月13日 - 本郷地区の大半を焼失した火災に巻き込まれて校舎全焼[1]。
- 1960年（昭和35年）4月 - 徳山中学校が独立し、小中併設が解消される。徳山小学校は単独校となる。
- 1965年（昭和40年）9月 - 四〇・九風水害（奥越豪雨）による集中豪雨により校舎が倒壊する。
- 1966年（昭和41年） - 新校舎（鉄筋コンクリート造2階建）が完成。
- 1983年（昭和58年）
  - 3月 - 塚分校が休校する。
  - 11月 - 「徳山ダム建設事業に伴う損失補償基準」が調印され一般補償交渉が妥結。以降、住民の集団離村が始まる。
- 1985年（昭和60年）3月 - 戸入分校、山手分校が休校する。
- 1987年（昭和62年）
  - 3月31日 - 集団離村により廃校。休校していた3つの分校（塚分校、戸入分校、山手分校）、及び櫨原分校、門入分校を廃止。
  - 4月4日 - 徳山小学校が藤橋小学校本郷分校となる[注釈 4]。これは徳山ダム移転補償交渉未解決の世帯が13世帯あり、そのうち2世帯（計4名）の児童がいたため、昭和62年度限りの特別措置で設置されたものである。教師3名が派遣され、授業を行った。
  - 12月 - 該当の児童が全員転校したため、本郷分校を休校。
- 1993年（平成5年）3月 - 本郷分校を廃止。